# جان جیمز (راننده مسابقه)
جان مارتین جیمز (انگلیسی: John Martin James؛ زادهٔ ۱۰ مهٔ ۱۹۱۴ در پکوود، واریک‌شر، درگذشتهٔ ۲۷ ژانویهٔ ۲۰۰۲ در سن جولیان، مالت) رانندهٔ مسابقات اتومبیل‌رانی فرمول یک اهل بریتانیا بود که در فصل ۱۹۵۱ در مجموع در یک گراند پری شرکت کرد، اما موفق به کسب هیچ امتیازی نشد.
جیمز در ۲۷ ژانویه ۲۰۰۲ در سن جولیان، مالت درگذشت.